# Ramón Iriarte
Ramón Iriarte est un baryton vénézuélien, né à Paris le 25 juillet 1930,.

## Biographie
Son père Segundo Iriarte est vénézuélien, tandis que sa mère, Felisa Estivalez est espagnole. À l'âge de neuf ans, il part vivre au Venezuela avec ses parents et son frère pour échapper à la guerre. Il suit des cours de chant avec Carmen Hirado Machado et Irene Eberstein.
Sa carrière artistique débute en 1957 à La Escuela Nacional de Opera, une importante école de chant du pays. Il interprète un rôle dans Rigoletto puis dans Un ballo in maschera. Il se révèle en 1959 dans le rôle du Comte de la Lune dans Il trovatore de Giuseppe Verdi, rôle qu'il reprendra à New York en 1967. Puis il enchaîne les rôles dans de nombreux opéras à travers le monde : L'amico Fritz, Carmen, Aida, Madame Butterfly, Bastien und Bastienne, etc. Il se produit également au Teatro municipal de Caracas.
En 1967, il se produit pour la première fois à New York où il remporte un important succès. Cinq ans après, il décide de se retirer de la scène et enregistre de la musique folklorique et participe à quelques émissions musicales à la télévision.
Au milieu des années 1990, Iriarte quitte le Venezuela avec sa femme Ana Maldonado et leurs trois enfants pour le Canada, où lui-même se produit encore parfois.

## Rôles
Pendant 25 ans, il dédie sa vie au chant, interprétant des rôles du répertoire international ou vénézuélien, notamment celui qui a été fait à partir de l'œuvre Doña Bárbara écrite par Romulo Gallegos où il interprète Santos Luzardo.

## Enregistrement
- Enregistrement historique (Caracas-1969) Cd Virginia par la fondation Vicente Emilio Sojo, Compagnie Nationale de l'Opéra Alfredo Sadel[4].